# 十二夜 (香港電影)
《十二夜》是一部於2000年上映的香港电影。林爱华負責导演、編劇，陳可辛監製，並由張柏芝、陳奕迅、盧巧音、張燊悅、區淑貞、卓韻芝、甄子康、謝霆鋒、鄭中基、馮德倫领衔主演，是當年的愛情片。

## 故事大纲
故事讲述都市男女的感情纠葛，是由12段发生在一年中的12夜感情阶段故事纠集在一起的电影。
- 第1夜 -- 祇有戀愛中的人，才認為他們的相遇不是偶然的。

First Night -- Only People In Love Believe They Were Destined To Meet
- 第2夜 -- 小心那些熱戀中的人，因為他們都是瘋的！

Second Night -- Beware Of People In Love，For They Are Also Insane！
- 第3夜 -- 像蜜一樣甜！

Third Night -- As Sweet As Honey！
- 第4夜 -- 男人的尊嚴，都放在女人其他男人身上。

Fourth Night -- Men's Dignity Are All Over The Place
- 第5夜 -- 女人的尊嚴，都放在她們的臉上。

Fifth Night -- Women's Dignity Are All About Their Faces
- 第6夜 -- 你了解我嗎？！

Sixth Night -- Do You Know Me？！
- 第7夜 -- 你快樂，所以我快樂？

Seventh Night -- You Are Happy，Therefore I Should Be？
- 第8夜 -- 分手

Eighth Night -- To Break Up
- 第9夜 -- 我想你！

Ninth Night -- I Miss You！
- 兩個月後

Two Months Later
- 第10夜 -- 繼續還是放棄？

Tenth Night -- Continue Or Give Up？
- 兩日後

Two Days Later
- 第11夜 -- 尾聲，輪回？

Eleventh Night -- Epilogue，Reincarnation？
- 兩個月後

Two Months Later
- 第12夜 -- 愛情就如一場大病，過了，就好。

Twelfth Night -- Love Is Like A Disease；The Sooner You Get Over It，The Better

## 演員
| 演員   | 角色           | 關係                     |
| 陳奕迅 | Alan（禤家俊） | 和Clara分手後戀上Jeannie |
| 張栢芝 | Jeannie        | 和Johnny分手後戀上Alan   |
| 盧巧音 | Heman          | Jeannie的好友            |
| 鄭中基 | Johnny         | Jeannie的前男友          |
| 馮德倫 | Danny          | Jeannie的前同事          |
| 張燊悅 | Clara          | Alan的前女友             |
| 卓韻芝 | Sue            | Jeannie的好友            |
| 謝霆鋒 | 阿傑           | Jeannie路上遇到的失戀男  |
| 區淑貞 | Sanni          | Jeannie的好友            |
| 少爺占 | 電腦維修店店員 | ／                       |

## 提名
| 年份 | 頒獎典禮             | 獎項             | 名字                                                | 結果 |
| ---- | -------------------- | ---------------- | --------------------------------------------------- | ---- |
| 2001 | 第20届香港電影金像獎 | 最佳原创电影歌曲 | 《黑夜不再来》 主唱：陈奕迅 作曲：陈辉阳 作词：林夕 | 提名 |
| 2001 | 第20届香港電影金像獎 | 最佳新演员       | 卢巧音                                              | 提名 |

## 幕后花絮
- 这是导演林爱华执导的第一部作品。
- 这是香港歌手陈奕迅第一部正式担任男主角的电影演出作品。
- 这是香港歌手鄭中基第一部的电影演出作品。
- 这是香港歌手、DJ 少爺占第一部的电影演出作品。

## 外部連結
- 十二夜官方網 （页面存档备份，存于）
- 開眼電影網上《十二夜》的資料（繁體中文）
- 豆瓣电影上《十二夜》的資料 （简体中文）
- 时光网上《十二夜》的資料（简体中文）
- AllMovie上《十二夜》的资料（英文）
- 爛番茄上《十二夜》的資料（英文）
- 香港影庫上《十二夜》的資料（繁體中文）
- 互联网电影数据库（IMDb）上《十二夜》的资料（英文）
- 多點影院《十二夜》線上看 （页面存档备份，存于）